# Wilhelm (Arnsberg)
Wilhelm von Arnsberg (* um 1277; † 1338) war Graf von Arnsberg und regierte von 1313 bis 1338.

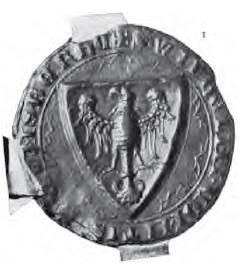
Siegel Wilhelm von Arnsberg von 1314 (Original im Staatsarchiv Münster)

## Familie und Herkunft
Wilhelm von Arnsberg war Sohn des Grafen Ludwig und dessen Frau Pironette von Jülich, Tochter des Grafen Wilhelm IV. von Jülich.
Wilhelm selbst war verheiratet mit einer Verwandten Beatrix von Cuyk-Rietberg, einer Tochter des Grafen Konrad II. von Rietberg. Im Laufe ihrer Ehe hatte das Paar sieben Nachkommen. Gottfried wurde der Nachfolger seines Vaters. Der Sohn Wilhelm wurde Propst des Kanonikerstiftes Meschede. Konrad war Domherr von St. Peter in Osnabrück. Mechthild heiratete Johann III. Graf von Oldenburg. Adelheid war Kanonikerin in Köln. Jutta wurde Äbtissin in Fröndenberg. Piornette war Äbtissin von St. Ursula in Köln. Ein unehelicher Sohn des Grafen war Walram Kanoniker und Propst in Mariengraden in Köln sowie Dechant in Zülpich.

## Leben und Wirken
Wilhelm wurde 1313 Nachfolger seines Vaters. Seine Position war zwar weitgehend ungefährdet, allerdings machten die zahlreichen Nachkommen des alten Grafen einen Erbvergleich nötig, den Gerhard von Jülich, ein Onkel Wilhelms, vermittelte. Danach war Wilhelm als Graf von den übrigen Erbberechtigten als Nachfolger Ludwigs und ausschließlicher Herr der Grafschaft anerkannt. Unmittelbar nach dieser Übereinkunft hielt der neue Graf einen allgemeinen Lehnstag ab. Das erhaltene Protokoll gibt einige Einblicke in die Besitzverhältnisse des Grafenhauses. Danach vergab Wilhelm insgesamt 261 Lehen. Über diese konnte er freilich nicht unmittelbar verfügen, da es fast ausschließlich Erblehen waren.
Unter Graf Wilhelm wurde das Territorium noch einmal in größere politische Zusammenhänge verwickelt. Im Gegensatz zum Erzbischof von Köln unterstützte Wilhelm nach dem Tod Kaiser Heinrichs VII. nicht Friedrich von Österreich, sondern Ludwig von Bayern. Dieser setzte sich als Ludwig IV. bei diesem Konflikt durch. Wilhelm war zu dieser Zeit häufig im Hoflager des Kaisers anzutreffen.
Zum Dank erhielt Graf Wilhelm vom Kaiser zum Reichslehen: Die Vogtei über Soest, herzogliche Rechte (ducatus) innerhalb der Grenzen seiner Grafschaft. Außerdem erhielt er das sogenannte Vorstreitrecht. Damit hatte er das Recht die Reichsfahne zu tragen, wenn der Kaiser oder der Erzbischof von Köln in seiner Eigenschaft als Herzog von Westfalen (summus dux) im Raum Westfalen Krieg führen sollte. Normalerweise war dieses Recht dem Herzog von Schwaben vorbehalten. Außerdem erhielt er Wälder und Zolleinnahmen bei Neheim. Die herzoglichen Rechte waren freilich angesichts der faktischen Übermacht Kölns ohne größere praktische Bedeutung.
Bereits im fortgeschrittenen Alter ging Graf Wilhelm ähnlich wie sein Vorfahr Gottfried I. auf einen Kriegszug in den Osten. Er folgte damit wie andere Ritter und Grafen der Einladung von Johann von Luxemburg. Dieser befand sich verbündet mit dem Deutschen Orden im Kampf mit dem polnischen König Władysław I. Ellenlang und den noch heidnischen Litauern. Im Verlauf dieser Unternehmung gründete Wilhelm 1337 die Stadt Arnsburg auf der Insel Oesel.
Wilhelm starb 1338 nach fast fünfundzwanzigjähriger Regentschaft. Zu seinem Testamentsvollstrecker hatte er seinen Bruder Gottfried, Bischof von Osnabrück, bestimmt.